# Лимонт (Пенсилванија)
Лимонт (енгл. Lemont) насељено је место без административног статуса у америчкој савезној држави Пенсилванија.

## Демографија
По попису из 2010. године број становника је 2.270, што је 154 (7,3%) становника више него 2000. године.
| Група             | 2000.         | 2010.         |
| Белци             | 1.983 (93,7%) | 2.119 (93,3%) |
| Афроамериканци    | 23 (1,1%)     | 40 (1,8%)     |
| Азијати           | 46 (2,2%)     | 44 (1,9%)     |
| Хиспаноамериканци | 41 (1,9%)     | 30 (1,3%)     |
| Укупно            | 2.116         | 2.270         |